# LHS 6343
LHS 6343 – podwójna gwiazda położona w gwiazdozbiorze Lutni, odległa o 119 lat świetlnych (36 parseków) od Ziemi. Wraz z brązowym karłem LHS 6343 C, odkrytym w ramach misji Kepler, tworzy układ potrójny. 

## Składniki Układu
Na układ LHS 6343 składają się dwie gwiazdy typu czerwony karzeł: LHS 6343 A i LHS 6343 B oraz brązowy karzeł LHS 6343 C obiegający komponent A. Czerwone karły w tym układzie są oddalone od siebie o około 20 jednostek astronomicznych (au). Obie gwiazdy mają bardzo zbliżone masy, które wynoszą odpowiednio 0,37 i 0,3 masy Słońca. LHS 6343 C jest oddalony o zaledwie 0,08 au od swojej gwiazdy macierzystej, a jego masa wynosi w przybliżeniu 63 masy Jowisza. Czas jaki potrzebuje on na wykonanie pełnej orbity wynosi około 12,71 dni.

## Możliwość istnienia planet
W 2011 analiza danych przesłanych przez sondę Kepler wykazała pewne zaburzenia tranzytu brązowego karła LHS 6343 C. Po odrzuceniu hipotetycznej wysokiej aktywności plam słonecznych oraz innych czynników mogących wywoływać te zaburzenia, stwierdzono możliwość kolejnego obiektu krążącego wokół komponentu A. Byłaby to gazowa planeta o oznaczeniu LHS 6343 A b i masie nie większej niż masa Jowisza. Potwierdzenie jej istnienia wymaga jednak dalszych obserwacji.